# Oidoxie
Oidoxie (Wortspiel mit Oi! und Eudoxie, von gr. eudoxía: „guter Ruf“, „richtiges Urteil“) ist eine deutsche Rechtsrock-Band aus Dortmund.

## Bandgeschichte
Die im Oktober 1995 von Marko Gottschalk gegründete Band trat auf den ersten Alben mit Titeln wie Weiß & Rein, oder Treue und Ehre offen nationalsozialistisch auf. So heißt es in einem Lied auf dem Album Schwarze Zukunft: „Wir spielen Rechtsrock […] fürs Vaterland. […] Wir sprengen die Ketten, und schlagen uns frei. Wir kämpfen für Deutschland, und bleiben dabei. […] Und schreien immer wieder: Heil, heil!“ In anderen Liedern beschwören sie den „Rassenkrieg“ oder singen wie in Ruhm und Ehre über die Kriege der deutschen Wehrmacht.
Seit der Indizierung des Albums Schwarze Zukunft und der Erwirkung eines Beschlagnahmebeschlusses durch die Staatsanwaltschaft geben sie sich in ihren Texten gemäßigter, um zumindest in Deutschland nicht mehr mit dem Gesetz in Konflikt zu geraten, huldigen jedoch außerhalb Deutschlands weiterhin offen dem Nationalsozialismus. So sind sie beispielsweise auf der fünften Ausgabe der rechtsradikalen, schwedischen Videoproduktion Kriegsberichter mit einer Coverversion des in Deutschland verbotenen Hakenkreuz-Liedes der Band Radikahl vertreten, in der es heißt: „Hängt dem Adolf Hitler den Nobelpreis um (…) hisst die rote Fahne mit dem Hakenkreuz“. Auf dem Video sind neben Interviews und weiteren Bandauftritten Szenen geschnitten, in denen Bilder aus Konzentrationslagern gezeigt werden, Schwarze und Juden erschossen werden und mit Karikaturen der Mord an Behinderten dargestellt wird.
Die Mitglieder der Band, die dem Spektrum der Freien Kameradschaften zuzurechnen sind, pflegen enge Kontakte zu der in Deutschland verbotenen Organisation Blood and Honour sowie der Rechtsrock-Band Weisse Wölfe, deren Schlagzeuger zeitweise Marko Gottschalk war.
In einem Interview mit dem Hammerskin-Organ Hass Attacke nannte der Gitarrist Stefan den Blood-and-Honour-Gründer Ian Stuart Donaldson und Rudolf Heß als Vorbilder der gesamten Band. Sie waren unter anderem die Mitorganisatoren von zwei Neonazi-Demonstrationen in Bochum und Soest, auf denen sie mit ihrer Band auftraten. Immer wieder gab die Gruppe auch unter der Bezeichnung Combat 18 Konzerte und macht in ihren Songs kein Geheimnis aus ihrer Nähe zur gleichnamigen Organisation.
Am 20. April 2018 wurde das Studioalbum Wir bleiben unbequem veröffentlicht.

## Strafverfahren
Anfang 2005 erhob die Staatsanwaltschaft Dortmund gegen Oidoxie-Sänger Marko Gottschalk und zwei weitere Mitglieder des Oidoxie-Ablegers Weisse Wölfe Anklage beim Schöffengericht des Amtsgerichts Dortmund wegen Volksverhetzung und Gewaltverherrlichung. Am 7. November 2007 endete das Verfahren mit einem Freispruch für die drei Angeklagten, da nicht nachgewiesen werden konnte, welche Bandmitglieder konkret an volksverhetzenden Aufnahmen beteiligt waren.

## Oidoxie Streetfighting Crew
Aus Mitgliedern der Band und der Dortmunder Kameradschaftsszene hat sich etwa 2003 die Oidoxie Streetfighting Crew gegründet. Der terroristischen Vereinigung, gegen die der Verfassungsschutz ermittelt, wird vorgeworfen, sich Waffen beschafft und für den Kampf trainiert zu haben. Die Combat-18-Zelle, die ihre Aktivitäten im Frühjahr 2006 einstellte, hatte mit Terrormachine eine eigene Hymne. Ein mutmaßliches Mitglied der Oidoxie Streetfighting Crew, Robin Sch., enger Brieffreund von Beate Zschäpe, wurde Anfang März 2016 vor dem NSU-Untersuchungsausschuss in Düsseldorf angehört.

## Diskografie
- 1997: Kann denn Glatze Sünde sein?
- 1998: Ein neuer Tag
- 1998: Schwarze Zukunft (indiziert)
- 2000: Treue & Ehre
- 2001: Weiß & Rein
- 2002: Ein Lied für Leipzig
- 2006: Terrormachine (indiziert seit 2012, Liste B)
- 2006: Life of Pain – Sünder ohne Ehre, Oidoxie Solo (Projekt des Bassisten und des Gitarristen)
- 2007: Straftat – Hail C18, Oidoxie Solo (Projekt des Sängers, indiziert)
- 2009: Drei für Deutschland Teil 2 (Split-CD mit Words of Anger und Das letzte Aufgebot)
- 2009: Deutsch-Schwedische Freikorps 2 (Split-CD mit Vinterdis)
- 2011: Straftat – Steh wieder auf
- 2012: Von Kameraden für Kameraden (Split-CD mit Sturm 18, Words of Anger und Extressiv)
- 2013: Brüder im Kampf und Brüder im Glauben (Split-CD mit Wutbürger)
- 2014: Mein Blut (Balladen)
- 2018: Wir bleiben unbequem (indiziert[11])
- 2023 Erbgut - DNA (Projekt des Sängers)
- 2025 Erbgut - Nordmann